# 극장판 미니특공대: 햄버거 괴물의 습격
《극장판 미니특공대: 햄버거 괴물의 습격》은 2020년 9월 30일에 개봉한 대한민국의 애니메이션 영화이다.

## 줄거리
블루시티 최고의 맛집 Mr.J버거에서 햄버거를 먹는 모습이 우연히 찍힌 볼트는 SNS에서 엄청난 조회수를 기록한 이 영상 덕분에 Mr.J버거의 광고 모델로 발탁된다.
하루 아침에 슈퍼스타가 된 볼트는 바쁜 스케줄로 친구들과 다투고 결국 미니특공대를 탈퇴해버린다.
그러던 중 햄버거만 먹는 세상을 만들려는 브레이커J와 햄버거 괴물 군단이 나타나 평화롭던 블루시티를 위험에 빠뜨리고 리더 볼트가 빠진 미니특공대는 속수무책으로 당하고 마는데…

## 캐스팅
- 엄상현: 볼트(변신 후) 역
- 양정화 : 볼트(변신 전) 역
- 전태열 : 새미 역
- 신용우 : 맥스 역
- 이소영 : 루시 역
- 남도형 : 레이, 리오 역
- 소연 : 수지 역